# Белая Вежа (фестиваль)
Белая Вежа — международный театральный фестиваль, проходящий в Бресте. Один из крупнейших и престижнейших фестивалей, проходящих в Западном Полесье Белоруссии .
Фестиваль проводится с октября 1996 года. Назван в честь Белой Вежи в Каменце, где на протяжении первых лет существования проходило открытие фестиваля. Директор фестиваля и художественный руководитель — Александр Козак.
В фестивале принимают участие не только драматические, но и кукольные, а также танцевальные коллективы со всего мира, представляющие различные театральные школы. «Белая Вежа» помогает молодым коллективам развивать театральное мастерство, навыки драматургии, режиссуры и актёрского искусства.
На фестивале принято обсуждать спектакли, проводить круглые столы и различные театроведческие конференции.
За более чем двадцать лет существования фестиваля в нём участвовали коллективы из 57 стран. Всего было показано более 550 спектаклей.